# Гамильтон, Сюзанна
Сюза́нна Га́мильтон (англ. Suzanna Hamilton) — британская актриса, родилась 8 февраля 1960 года в Лондоне.
Наиболее известна исполненная ею роль Джулии в фильме «1984» — экранизации одноимённого романа Джорджа Оруэлла.
Её другие кинороли: «Тесс» («англ. Tess (film)», 1979), «Лекарь из преисподней (Сера и елей)» («англ. Brimstone & Treacle», 1982), «Уэзерби» («англ. Wetherby (film)», 1985) и «Из Африки» («англ. Out of Africa (film)», 1985).
На телевидении, она снималась на канале ITV в драматическом телефильме 1988 года «Пожелай мне удачи» (англ. Wish Me Luck); в медицинском драматическом еженедельном телесериале на канале BBC «Несчастный случай» (англ. Casualty (TV series), 1993-94) и в драматическом телесериале на канале STV «МакКаллум» (англ. McCallum (TV series), 1995-97).

## Фильмография
| Год       |    | Русское название                    | Оригинальное название                     | Роль                  |
| --------- | -- | ----------------------------------- | ----------------------------------------- | --------------------- |
| 1974      | ф  | Ласточки и Амазонки                 | Swallows and Amazons                      | Susan Walker, Swallow |
| 1979      | ф  | Тэсс                                | Izz                                       |                       |
| 1982      | ф  | Лекарь из преисподней (Сера и елей) | Brimstone & Treacle                       | Patricia Bates        |
| 1984      | ф  | 1984                                | Nineteen Eighty-Four                      | Julia                 |
| 1984      | ф  | Два хороших ботинка                 | Goodie-Two-Shoes                          | Veronica              |
| 1984—2009 | с  | Чисто английское убийство           | The Bill                                  | Jo Merton             |
| 1985      | ф  | Из Африки                           | Out of Africa                             | Felicity              |
| 1985      | ф  | Уэзерби                             | Wetherby                                  |                       |
| 1986      | ф  | Дьявольский рай                     | Des Teufels Paradies                      | Julie                 |
| 1986      | тф | Сохранить мечту                     | Hold the Dream                            | Emily Barkstone       |
| 1986—2009 | с  | Катастрофа                          | Casualty                                  | Karen Goodliffe       |
| 1987—2000 | с  | Инспектор Морс                      | Detective Chief Inspector Endeavour Morse | Emma Cryer            |
| 1992      | ф  | Дуэль сердец                        | Duel of Hearts                            |                       |
| 1992      | ф  | Легенда о вампире                   | Tale of a Vampire                         | Anne, Virginia        |
| 1995      | ф  | Обычное дело                        | It's Not Unusual                          |                       |
| 1997—2004 | с  | Джонатан Крик                       | Jonathan Creek                            | Hannah                |
| 1997      | ф  | Остров на Птичьей улице             | The Island on Bird Street                 | Stasya’s Mother       |
| 2007—2008 | с  | Долина динозавров                   | Dinosapien                                | Dr. Hillary Slayton   |